# 31-я пехотная дивизия (вермахт)
31-я пехотная дивизия (нем. 31. Infanterie-Division) — тактическое соединение сухопутных войск нацистской Германии. Сформирована из рекрутов, набираемых в северных областях Германии, таких как Брауншвейг.

## Участие в боевых действиях
В сентябре 1939 года наступала на Польшу в южном секторе наступления, понесла минимальные потери.
С июня 1940 года действовала на Западном фронте против Франции как часть группы армий «В» в составе 11-го армейского корпуса. Вела тяжёлые бои в Бельгии и Франции в районе демаркационной линии на Луаре. 22—23 июня захватила мосты через Луару.
В июне 1941 года на Восточном фронте, сопровождала 2-ю танковую группу в составе 12-го армейского корпуса, по июль 1941 года участвовала в захвате Брестской крепости.
Осенью 1941 года участвовала в окружении 50-й армии под Брянском в составе 4-й армии.
Зимой 1941/42 годов стояла под Тулой, где несла тяжёлые потери. Например, 31-й противотанковый артиллерийский дивизион, оборонявшийся в деревне Костино, успел только передать по радио «Правая часть города потеряна», после чего был уничтожен.
В течение 1942 года дивизия находилась в основном в обороне в центральной части группы армий «Центр».
В июле 1943 года в составе 9-й армии действовала в районе Малоархангельска. С большими потерями после Курской дуги отступила на запад. В рапорте указывалось, что дивизия потеряла 17 из 28 командиров подразделений, 35 из 70 офицеров, общие потери 1700 человек.
В июне—июле 1944 года в составе 4-й армии группы армий «Центр» уничтожена советскими войсками в ходе операции «Багратион». Командир дивизии генерал-лейтенант Охснер (нем. Ochsner) вместе со штабом попал в плен.
21 июля 1944 года на базе частей 550-й пехотной дивизии и переформирования остатков разгромленной 31-й пехотной дивизии была создана новая 31-я гренадёрская дивизия (31. Grenadier-Division). 9 октября 1944 года 31-я пехотная дивизия была переименована в 31-ю народную пехотную дивизию (31. Volksgrenadier-Division).

## Боевой состав дивизии

### 1939 год
- 12-й пехотный полк (Infanterie-Regiment 12)
- 17-й пехотный полк (Infanterie-Regiment 17)
- 82-й пехотный полк (Infanterie-Regiment 82)
- 31-й артиллерийский полк (Artillerie-Regiment 31)
- 31-й дивизион ПТО (Panzerabwehr-Abteilung 31)
- 31-й разведывательный батальон (Aufklärungs-Abteilung 31)
- 31-й батальон АИР (Beobachtungs-Abteilung 31)
- 31-й батальон связи (Nachrichten-Abteilung 31)
- 31-й сапёрный батальон (Pionier-Bataillon 31)
- 31-й запасной батальон (Feldersatz-Bataillon 31)
- войска подчинявшиеся командиру снабжения 31-й пехотной дивизии (Infanterie-Divisions-Nachschubführer 31)

### 1942 год
- 12-й пехотный полк
- 17-й пехотный полк (Полковник Волфганг Мюллеп, командир 15 йюния 1942г. – 30 сентября 1943 г.)[1]
- 82-й пехотный полк
- 31-й артиллерийский полк
- 31-й противотанковый дивизион
- 31-й батальон самокатчиков (Radfahr-Abteilung 31)
- 31-й батальон связи
- 31-й сапёрный батальон
- 31-й запасной батальон
- войска подчинявшиеся командиру снабжения 31-й пехотной дивизии

### 1944 год
- 12-й гренадёрский полк (Grenadier-Regiment 12)
- 17-й гренадёрский полк (Grenadier-Regiment 17)
- 82-й гренадёрский полк (Grenadier-Regiment 82)
- 31-й артиллерийский полк
- 31-й противотанковый дивизион (Panzerjäger-Abteilung 31)
- 31-й фузилёрский батальон (Füsilier-Bataillon 31)
- 31-й батальон связи
- 31-й сапёрный батальон
- 31-й запасной батальон

3-й батальон 17-го пехотного (впоследствии «пехотного») полка являлся носителем традиций 10-го госларского егерского батальона и назывался «Госларские егеря».

## Командиры дивизии
- генерал-лейтенант Рудольф Кемпфе (1 апреля 1937 — 22 мая 1941)
- генерал-майор Курт Калмукофф (22 мая 1941 — 15 августа 1941, убит)
- генерал-майор Герхард Бертольд (15 августа 1941 — 21 января 1942)
- полковник Фридрих Хоссбах (21 января 1942 — 28 февраля 1942)
- генерал-майор Герхард Бертольд (28 февраля 1942 — 14 апреля 1942, убит)
- генерал-майор (с 1 октября 1942 генерал-лейтенант) Курт Пфлигер (16 апреля 1942 — 1 апреля 1943)
- полковник Герман Флёрке (1 апреля 1943 — 16 мая 1943)
- генерал-лейтенант Фридрих Хоссбах (16 мая 1943 — 2 августа 1943)
- полковник Ганс-Йоахим фон Штольцманн (2 августа 1943 — 25 сентября 1943)
- генерал-майор (с 1 июня 1944 генерал-лейтенант) Виллифранк Охзнер (25 сентября 1943 — конец июня 1944, попал в плен)
- полковник Эрнст Кёниг (конец июня 1944)
- полковник (с 1 октября 1944 генерал-майор) Ганс-Йоахим фон Штольцманн (1 июля 1944 — май 1945)

## Награждённые Рыцарским крестом Железного креста

### Рыцарский Крест Железного креста (34)
- Иоахим фон Штольцманн, 29.09.1940 – оберстлейтенант, командир 3-го (егерского) батальона 17-го пехотного полка
- Фридрих Хоссбах, 07.10.1940 – полковник, командир 82-го пехотного полка
- Герхард Бертольд, 04.12.1941 – генерал-майор, командир 31-й пехотной дивизии
- Эберхард Вольфрам, 13.11.1942 – капитан, командир 4-й роты 82-го пехотного полка
- Вильгельм Киршенманн, 12.03.1943 – унтер-офицер, командир отделения 7-й роты 82-го пехотного полка
- Герхард Лемке, 28.04.1943 – фельдфебель, командир отделения управления 7-й роты 82-го пехотного полка
- Симон Штурм, 30.04.1943 – фельдфебель, командир взвода 6-й роты 82-го пехотного полка
- Курт Мёринг, 18.07.1943 – полковник, командир 82-го пехотного полка
- Альберт Аренс, 25.07.1943 – обер-фельдфебель, командир взвода 3-й роты 31-го противотанкового батальона
- Хуго Дефентер, 30.07.1943 – унтер-офицер, командир отделения 3-й роты 31-го сапёрного батальона
- Мартин Вандерслеб, 31.07.1943 – капитан резерва, командир 10-й роты 12-го пехотного полка
- Герхард Брухманн, 06.08.1943 – унтер-офицер, командир отделения 3-й роты 12-го пехотного полка
- Отто Хованец, 08.08.1943 – фельдфебель, командир взвода 1-й роты 17-го пехотного полка
- Эрнст Кёниг, 16.09.1943 – майор, командир 12-го пехотного полка
- Генрих Лодтка, 27.09.1943 – обер-фельдфебель, командир взвода 8-й (пулемётной) роты 82-го пехотного полка
- Вальтер Валловиц, 14.11.1943 – лейтенант, командир 5-й роты 82-го пехотного полка
- Хуго Шведе, 05.01.1944 – лейтенант резерва, командир взвода связи 82-го пехотного полка
- Виллифранк Охснер, 18.01.1944 – полковник, командир 31-й пехотной дивизии
- Эрнст-Альберт Гроте, 11.03.1945 – майор резерва, командир 12-го пехотного полка
- Вильгельм Буссе, 12.03.1944 – майор, командир 82-го пехотного полка
- Вильгельм Лассе, 12.03.1944 – унтер-офицер, командир отделения 5-й роты 82-го пехотного полка
- Вильгельм Аренс, 04.05.1944 – капитан, командир 3-го (егерского) батальона 17-го пехотного полка
- Харальд Шойерманн, 04.05.1944 – обер-лейтенант резерва, командир 2-й роты 31-го стрелкового батальона
- Вильгельм Пройсслер, 09.06.1944 – обер-фельдфебель, командир взвода 12-й роты 12-го пехотного полка
- Ганс-Альберт Шмидтманн, 18.10.1944 – оберстлейтенант, командир 31-го артиллерийского полка
- Вернер Кригер, 31.10.1944 – майор, командир 1-го батальона 17-го пехотного полка
- Фриц Гнайков, 26.11.1944 – унтер-офицер, командир отделения 3-й роты 12-го пехотного полка
- Генрих Линдеркамп, 24.12.1944 – майор, командир 3-го (егерского) батальона 17-го пехотного полка
- Вернер Шрадер, 24.12.1944 – лейтенант, командир 3-й роты 17-го пехотного полка
- Вилли Ниманн, 26.12.1944 – унтер-офицер, командир орудия 9-й батареи 31-го артиллерийского полка
- Альфред Линднер, 18.01.1945 – унтер-офицер, командир взвода 9-й роты 12-го пехотного полка
- Рудольф Зеферло, 25.01.1945 – лейтенант, командир 11-й (егерской) роты 17-го пехотного полка
- Вальтер Маркворт, 14.04.1945 – обер-лейтенант, командир 2-го батальона 12-го пехотного полка
- Пауль Харттрумпф, 08.05.1945 – лейтенант, командир 1-й роты 12-го пехотного полка (награждение не подтверждено)

### Рыцарский Крест Железного креста с Дубовыми листьями (2)
- Хельмут Кальбиц (№ 366), 07.01.1944 – капитан, командир 31-го сапёрного батальона
- Эрнст Кёниг (№ 598), 21.09.1944 – полковник, командир 12-го пехотного полка